# Durchhaus

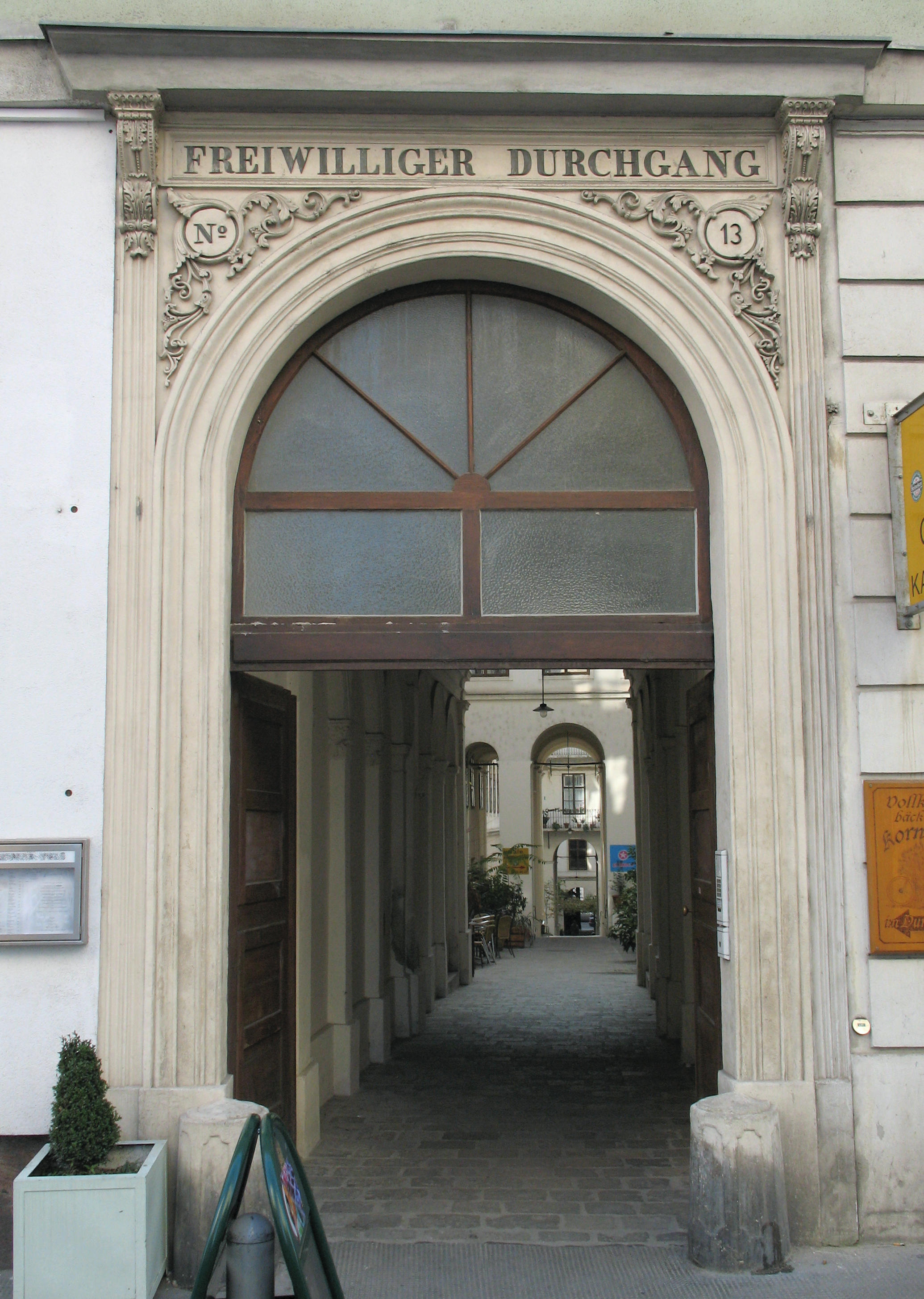
Lerchenfelder Str. 13 in Wien

Als Durchhaus bezeichnet man einen meist für den Fußgängerverkehr vorgesehenen, überbauten Durchlass durch ein Gebäude oder ein solches Gebäude selbst. Eine alte Bezeichnung für den Durchgang lautete auch Durchweg.
Städtebaulich zeichnen sich Durchhäuser dadurch aus, dass sie direkte Wegeführung erlauben, ohne bebauten Raum zu verschenken. Damit dient ein und dieselbe Parzelle dem Verkehr und dem Wohnen oder auch dem Gewerbe gleichzeitig, denn in Innenstädten sind Durchhäuser vielfach als Ladenpassagen ausgestaltet.

## Verkehrsfunktion
Häufig verbindet der Durchgang zwei Parallelstraßen, sodass Durchhäuser für den Fußgängerverkehr attraktiv sind, weil sie einen Umweg um einen Häuserblock sparen.
Oft bietet ein Durchhaus auch nur den Weg von der Straße zu einem gemeinsamen Innenhof eines ganzen Häuserblocks. Solche passierbaren Vorbauten gelten allenfalls auch als Torhäuser oder Vorhäuser. Es gibt oder gab auch Durchhäuser mit einem Schmalspurgleis, um handgeschobene Wagen mit Waren von der Straße in die Höfe zu bringen.

## Durchhäuser in verschiedenen Städten

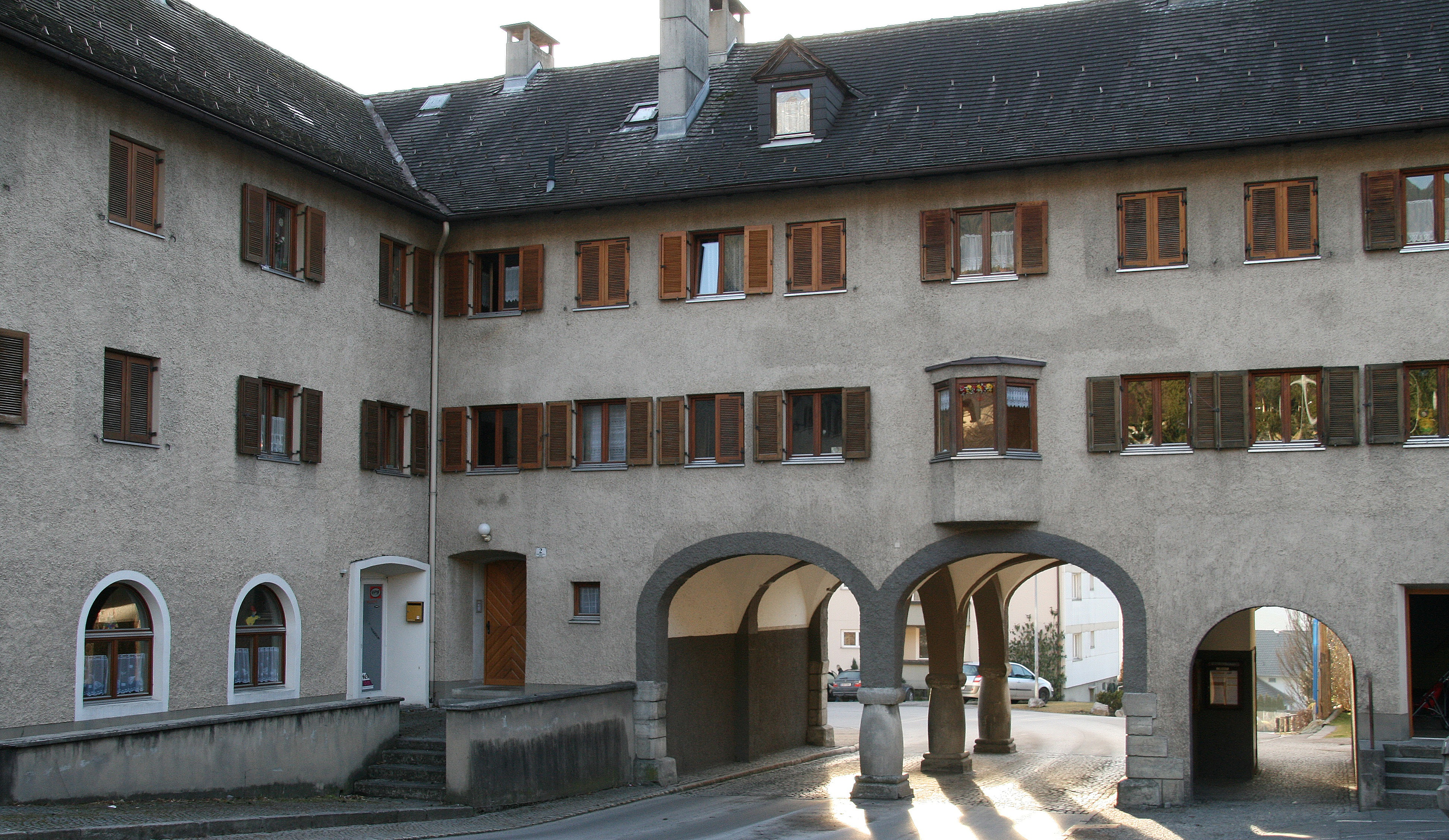
Durchhaus in der Südtiroler Siedlung Bludenz

Beispiele für Durchhäuser sind der barocke Barthels Hof in Leipzig oder die zahlreichen Durchhäuser in Salzburg beidseits der Getreidegasse. Auch in Wien oder Budapest zählen sie zu den baulichen Merkmalen der Innenstadt, die als charakteristisch wahrgenommen werden und zum Flair dieser Städte beitragen. Durchhäuser gibt es auch in Venedig, wo sie Sotoportego genannt werden.

### Durchhäuser in Wien

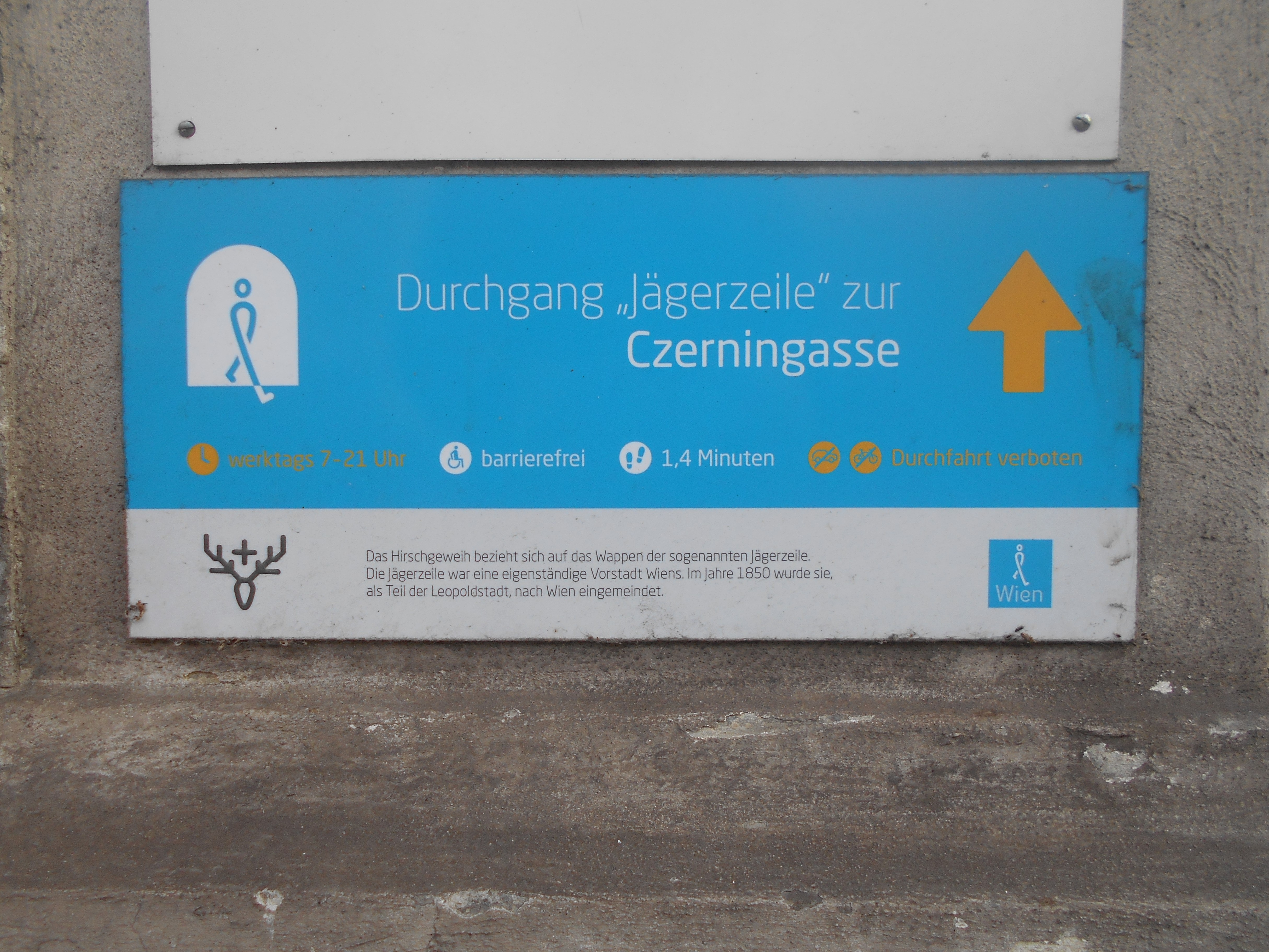
Schild an der Praterstraße 42

In Wien gibt es um die 700 Durchhäuser, die meisten davon innerhalb des Gürtels. Auch größere Baukomplexe, die ihre Häuserblöcke zum Großteil oder zur Gänze einnehmen (etwa die Hofburg, das Schottenstift oder das Alte AKH), bestehen oft aus mehreren Höfen mit (häufig freiwillig und bis auf Widerruf gestatteten) Durchgängen zu angrenzenden Straßen. Darüber hinaus haben auch viele in Blockrandbebauung angelegte Wohnhausanlagen (etwa Gemeindebauten, aber auch z. B. das Amerlinghaus) mehrere Eingänge zu ihren Höfen.
Die Stadt Wien hat im Februar 2018 erstmals drei Durchhäuser als Fußgängerrouten beschildert:
- Praterstraße 42 – Czerningasse 7/7A
- Gentzgasse 21 – Währinger Straße 100
- Sünnhof: Landstraßer Hauptstraße 28 – Ungargasse 13

Gehzeiten für den Durchgang und Öffnungszeiten sind auf einem blauen Schild mit gelbem Pfeil am Hofeingang ausgewiesen.

#### Beispiele
Nachfolgend werden einige Beispiele bekannter Durchhäuser in Wien präsentiert. Eine ausführlichere Liste von vor dem Ersten Weltkrieg entstandenen Gebäuden, die  Passagen aufweisen, ist unter Liste von Durchhäusern in Wien zu finden.
| Bezirk           | Name (falls vorhanden) | Verbindung                                 | Anmerkung           | Bild |
| ---------------- | ---------------------- | ------------------------------------------ | ------------------- | ---- |
| 1., Innere Stadt | Palais-Ferstel-Passage | Herrengasse 14 – Freyung 2                 | unter Denkmalschutz |      |
| 1., Innere Stadt | Michaeler-Durchgang    | Michaelerplatz 6 – Habsburgergasse 14      | unter Denkmalschutz |      |
| 1., Innere Stadt | Schmeckender-Wurm-Hof  | Wollzeile 5 – Lugeck 5                     | unter Denkmalschutz |      |
| 2., Leopoldstadt | Jägerzeile             | Praterstraße 42 – Czerningasse 7/7a        |                     |      |
| 3., Landstraße   | Sünnhof                | Landstraßer Hauptstraße 28 – Ungargasse 13 | unter Denkmalschutz |      |
| 6., Mariahilf    | Raimundhof             | Mariahilfer Straße 45 – Windmühlgasse 20   | unter Denkmalschutz |      |
| 7., Neubau       | Adlerhof               | Siebensterngasse 46 – Burggasse 51         |                     |      |
| 7., Neubau       | Schottendurchhaus      | Neustiftgasse 16 – Lerchenfelder Straße 13 | unter Denkmalschutz |      |

### Durchhäuser in Salzburg
In Salzburg existieren in der linken Altstadt 13 Durchhäuser, die von der Getreidegasse entweder nach Süden zum Universitätsplatz oder nach Norden zur Griesgasse bzw. zum Ferdinand-Hanusch-Platz abgehen. Ihre Bezeichnungen entsprechen meist den jeweiligen alten Häusernamen.
| Name                 | Verbindung                                                         | Anmerkung | Bild |
| -------------------- | ------------------------------------------------------------------ | --- | ---- |
| Schatz-Durchhaus     | Getreidegasse 3 – Universitätsplatz 16                             | Im Hof gibt es eine Abzweigung mit Durchhaus zur Sigmund-Haffner-Gasse 6. |      |
| Roittner-Durchhaus   | Getreidegasse 7 – Universitätsplatz 15                             | |      |
| Feiertags-Durchhaus  | Getreidegasse 13 – Universitätsplatz 12                            | |      |
| Kron-Durchhaus       | Getreidegasse 14 – Griesgasse 15                                   | |      |
| Azwanger-Durchhaus   | Getreidegasse 15 – Universitätsplatz 11                            | Ohne Innenhof. |      |
| Niederleg-Durchhaus  | Getreidegasse 22 – Griesgasse 17                                   | Der freie Innenbereich trägt den Namen Niederleghof. Das ehemalige Niederleghaus war ein städtisches Lagerhaus für Waren. Die Häuser Getreidegasse 18, 18A und 20 sind nur vom Hofbereich zugänglich. Der Hof wird gastronomisch genutzt: Im Haus Getreidegasse 18 befindet sich ein indisches Restaurant und das Haus Getreidegasse 20 ist das traditionelle Gasthaus Wilder Mann. |      |
| Stadtkoch-Durchhaus  | Getreidegasse 23 – Universitätsplatz 7                             | Ohne Innenhof; auch Schmuckpassage genannt. |      |
| Lamberg-Durchhaus    | Getreidegasse 24 – Griesgasse 19                                   | Das Haus Griesgasse 19A ist nur vom Hofbereich zugänglich. |      |
| Aula-Durchhaus       | Getreidegasse 25 – Universitätsplatz 6                             | |      |
| Sternbäck-Durchhaus  | Getreidegasse 29 – Universitätsplatz 4                             | |      |
| Ennsmann-Durchhaus   | Getreidegasse 31 – Universitätsplatz 3                             | Ohne Innenhof. |      |
| Stockhamer-Durchhaus | Getreidegasse 33 – Universitätsplatz 2                             | In dem kleinen Innenhof befindet sich der 1950 gegründete Balkan-Grill, wo vermutlich die Salzburger Wurstspezialität Bosna erfunden wurde. |      |
| Sternbräu-Durchhaus  | Getreidegasse 34 und 38 – Durchfahrt zwischen Griesgasse 21 und 23 | Großer Hofbereich mit Zugängen von zwei Häusern in der Getreidegasse. Das Haus Getreidegasse 36 ist nur von hier zugänglich. Der Hof dient auch als Gastgarten des Sternbräus. |      |

Die Häuser mit den Adressen Griesgasse bis Nr. 19 liegen offen zur Salzach hin und werden als Begrenzung des Ferdinand-Hanusch-Platzes wahrgenommen.
Durchgangsmöglichkeiten zwischen den Häusern in der Getreidegasse und am Universitätsplatz gibt es noch weitere, die allerdings nicht als öffentliche Passagen gelten, so etwa im Hotel Blaue Gans (Getreidegasse 43 zu Universitätsplatz 3). Des Weiteren existieren im Inneren der Getreidegassenhäuser oftmals private Zugänge zu den Hinterhäusern.